# Фольяцци, Тереза
Мария Тереза Фольяцци (итал. Marie Thérèse Foliazzi (Fogliazzi), 1733, Милан (?) — 1792) — артистка балета итальянского происхождения, супруга балетмейстера Гаспаро Анджолини.

## Биография
Тереза Фольяцци танцевала в Вене, в труппе Придворного театра, где в начале 1750-х годов встретила своего будущего мужа, танцовщика Гаспаро Анджолини. Там же, в Вене, в 1753 году за ней тщетно пытался ухаживать Джакомо Казанова: 

Примерно тогда я познакомился с одной миланской танцовщицей, умной, образованной, обладавшей превосходными манерами и сверх того чрезвычайно хорошенькой. У неё собиралось отличное общество, и она была восхитительной хозяйкой салона… Эта девица внушила мне тщетную страсть, так как сама любила одного флорентийского танцовщика по имени Аржьолини. Я волочился за ней, но она надо мной смеялась, ибо влюблённая актриса являет собою неприступную крепость.— Мемуары Казановы:137-138
 Покидая Вену, Казанова, по его собственному признанию, украл у Терезы её миниатюрный портрет, который ему пришлось вернуть по требованию догадавшейся владелицы.
Тереза Фольяцци была солисткой венской труппы, в середине 1750-х они с мужем составляли «первую пару» Императорского театра. Начиная с 1757 года они также работали в Королевском театре в Турине, куда Тереза была приглашена как первая танцовщица, а Гаспаро — как балетмейстер. В мае 1760 года Journal étranger сообщил своим венским читателям, что «эту танцовщицу ценителей сладострастия», представляющую собой «наилучшее сочетание природы и искусства», больше не увидеть в театре, так как она покинула его после карнавала, оставив, однако, своего мужа:191.
В 1766 году в Милане у Терезы и Гаспаро родился сын Паскуале, который продолжил театральную династию.
В начале 1770-х годов Фольяцци жила в Милане. Говоря о жаркой полемике между Анджолини и Новерром, историк балета Джино Тани замечал, что в миланском доме Фольяцци «прекрасная и энергичная Тереза властвовала среди лучших умов города»:228.
Брат Терезы, доктор Франческо Фольяцци, издав в Милане в 1758 году поэтический сборник Андреа Байярди (Andrea Baiardi, до 1459—1511) Canzoniere, посвятил его сестре как ценителю поэзии и литературы с утончённым вкусом, успешно развивающему собственный литературный талант.

## Репертуар
- 1755 — Психея, «Амур и Психея», возобновление балета Франца Хильфердинга на музыку Йозефа Старцера (1752).
- 1756/1757 — Прозерпина, «Похищение Прозерпины» Франца Хильфердинга на музыку Йозефа Старцера (Плутон — Гаспаро Анджолини)
- 1759 — Флора, «Зефир и Флора» Гаспаро Анджолини на музыку Кристофа Виллибальда Глюка (Зефир — предположительно Гаспаро Анджолини)